# 미징고섬

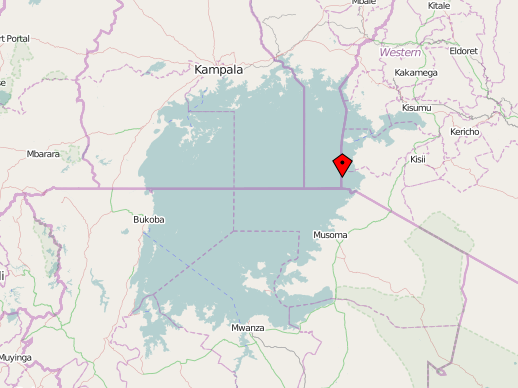

미징고섬(Migingo)은 케냐 빅토리아호에 있는 0.002km2 넓이의 섬이다.

## 영토 분쟁
1926년 이래 케냐에서 지도와 공문서에 자국령이라고 표현되어왔던 이 섬에 대해 우간다가 풍부한 나일농어 어업권과 관련해서 자국 영토라고 주장했지만 2009년에 조사팀은 구글 어스를 이용해 미징고섬이 호수 내 케냐-우간다 국경선에서 동쪽으로 510m 떨어져 있다는 것을 알게 됐다. 그 후 이 섬이 케냐령이고 인근 수역이 우간다에 속한다고 밝히며 기존의 입장을 바꿨다. 우간다 국기가 하강됐고 병력을 철수했으며 모든 경찰관들이 섬을 떠날 것이라고 밝혔다. 그 후 더 명확하게 호수 내 국경이 구분됐다.

## 지리
미징고섬은 바위투성이 섬으로 식물이 거의 없다. 동쪽으로 200m에 더 큰 우싱고섬이 있고 우싱고섬보다 더 큰 피라미드섬이 미징고섬으로부터 남쪽으로 2km떨어진 곳, 빅토리아호 내 호수 탄자니아와의 국경으로부터 11km 떨어진 곳에 있다.

## 생활상
2009년 조사에 의하면 인구는 131명으로 대부분은 어부 혹은 물고기 장사하는 사람들이다. 주점 4곳, 여러 매춘소, 약국 1곳이 있다.

## 같이 보기
- 빅토리아호